# Tubuai

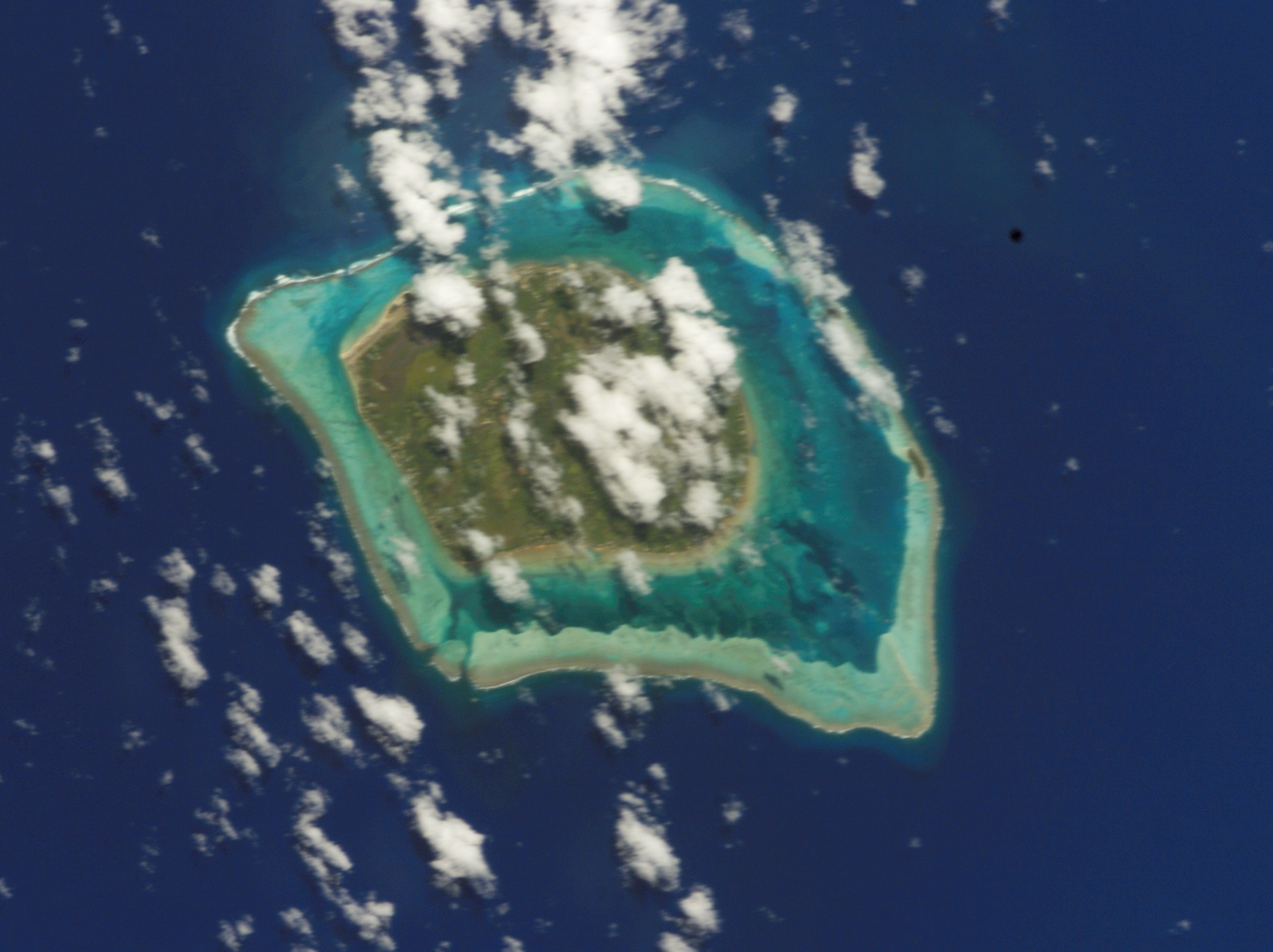
Vista de Tubuai des de satèl·lit

L'illa Tubuai, també anomenada Moutou, amb 2.171 habitants (cens 2002) és l'illa més poblada i el centre administratiu i econòmic de les illes Australs, que també s'anomenen illes Tubuai. Està situada a 640 km al sud de Tahití, 210 km al sud-est de Rurutu i 180 km al nord-oest de Raivavae.

## Geografia
De forma ovalada, l'illa té un relleu format per dos volcans, amb una altitud màxima de 422 m al mont Taita, i una superfície total de 45 km². Està rodejada d'una llacuna protegida per un cercle d'illots: Motu Toena, Motu Roa, Motu Motiha, Motu Ofai i Îlot de Sable.
Les viles de l'illa són Mataura (la capital), Taahueia i Mahu. Disposa d'un aeròdrom obert el 1972. S'hi cultiven productes d'horta, com patates, pastanagues, cols i taro, que proveeixen el mercat de Tahití.

## Història
L'illa ha estat habitada almenys des de l'any 1215 dC. El capità Cook va ser el primer europeu a explorar-la, el 9 d'agost del 1777. Dotze anys després s'hi van refugiar els amotinats del HMS Bounty, però després de participar en les guerres tribals van haver de fugir.
El 1819 Tubuai va reconèixer la sobirania de Pomare II, rei de Tahití i la població es va convertir al protestantisme. El 1844 hi van arribar les mormons, avui majoritaris. El 1848 es va establir el protectorat francès, i el 1881 va ser annexionada.